# Iehor Soboliev
Iehor Viktorovytch Soboliev, aussi transcrit Egor Soboliev, (en ukrainien : Єгор Вікторович Соболєв, né le 26 février 1977, à Krasnodar, RFSR) est un homme politique ukrainien. 
C'est le leader de Volia, un parti qui a remporté six sièges de députés à la Rada lors des élections législatives ukrainiennes de 2014.
Ancien journaliste, lors d'Euromaïdan, il devient le président de la Commission de lustration en février 2014. Il est élu député le 26 octobre 2014 sur une liste de Samopomitch avec lequel il a fait alliance. Marié à la journaliste Marichka Padalko, ils sont les parents de trois enfants Mykhailo, Maria et Kateryna, en outre Yehor est également le père d'une Alisa née de son premier mariage. 

## Médias
De 2004 à 2007 il a été journaliste pour 5 Kanal (Ukraine).